# Августа (титла)
Вижте пояснителната страница за други значения на Августа.
Августа (Augusta; гръцки: αὐγούστα) е почетна титла, давана на римските императорски съпруги и на други жени от императорската фамилия. Тя е женската форма на титлата Август в Римската империя и Византия.

## Списък наАвгусти(Augustae)
- 14: Ливия, съпруга на Август.
- 41: Антония Младша, майка на Клавдий.
- 50: Агрипина Младша, съпруга на Клавдий.
- 63: Попея Сабина и Клавдия, съпруга и дъщеря на Нерон.
- 80: Флавия Домицила, дъщеря на Веспасиан.

- 105: Помпея Плотина и Улпия Марциана, съпруга и сестра на Траян.
- 112: Салонина Матидия, племенница на Траян.
- 128: Вибия Сабина, съпруга на Адриан.
- 138: Фаустина Старша, съпруга на Антонин Пий.
- 146: Фаустина Младша, дъщеря на Антонин Пий, съпруга на Марк Аврелий, майка на Комод.
- 164: Луцила, дъщеря на Марк Аврелий и съпруга на Луций Вер.
- 177: Брутия Криспина, съпруга на Комод.
- 193: Манлия Сканцила и Дидия Клара, съпруга и дъщеря на Дидий Юлиан.

- 210: Фулвия Плавтила, съпруга на Каракала
- 220: Юлия Аквилия Севера, втора и четвърта съпруга на Елагабал.
- 220: Юлия Авита Мамеа и Салусция Орбиана, майка и съпруга на Александър Север.
- 238: Транквилина, съпруга на Гордиан III.
- 240: Марция Отацилия Севера, съпруга на Филип Араб.
- 240: Херения Етрусцила, съпруга на Траян Деций, майка на Херений Етруск и Хостилиан.
- 250: Мариниана, съпруга на Валериан I.
- 250: Корнелия Салонина, съпруга на Галиен.
- 253: Корнелия Супера, съпруга на Емилиан.
- 260: Сулпиция Дриантила, съпруга на Регалиан.
- 269: Зенобия, Египет.
- 274: Улпия Северина, съпруга на Аврелиан.
- 283: Магния Урбица, съпруга на Карин.

- 308: Галерия Валерия, дъщеря на Диоклециан и съпруга на Галерий.
- след 312: Елена от Константинопол и Константина, майка и дъщеря на Константин I.
- 364 и 378: Албия Домника, съпруга на Валенс.
- преди 385: Елия Флацила, съпруга на Теодосий I.

- 416?: Гала Плацидия, дъщеря на Теодосий I, съпруга на Констанций III, майка на Валентиниан III.
- 439: Лициния Евдоксия, съпруга на Валентиниан III
- 440: Хонория, сестра на Валентиниан III.
- 475: Елия Зенона, съпруга на Василиск
- 527: Теодора, съпруга на Юстиниан I
- 780: Ирина Атинянката, съпруга на Лъв IV
- 914: Зоя Карбонопсина, съпруга на Лъв VI
- 1081: Анна Даласина, майка на Алексий I Комнин